# Albert Mossberg
Albert Mossberg (i riksdagen kallad Mossberg i Blomma), född 22 juni 1863 i Blomskogs socken, död där 14 december 1943, var en svensk lantbrukare och politiker (liberal).
Albert Mossberg, som kom från en bondefamilj, var lantbrukare i Blomma i Blomskog, där han också hade kommunala uppdrag. Han var även verksam i nykterhetsrörelsen.
Han var riksdagsledamot i andra kammaren 1912–1920 för Värmlands läns västra valkrets och tillhörde, som kandidat för Frisinnade landsföreningen, Liberala samlingspartiet i riksdagen. Han var bland annat ledamot i andra kammarens andra tillfälliga utskott 1916–1917 och engagerade sig inte minst i olika landsbygdsfrågor. Han skrev i riksdagen 15 egna motioner bland annat om  anslag till vägar, behandlingen av lösdrivare, indragning av onödiga tullbefattningar vid gränsen till Norge och försäljning av sprithaltiga drycker och om förenkling av hästutskrivningslagen. Han gjorde även en interpellation om åtgärder för dyrtidens lindrande.
Albert Mossberg är begraven på Blomskogs kyrkogård.